# Coppa Italia 2003-2004 (hockey su pista)
La Coppa Italia 2003-2004 è stata la 35ª edizione della principale coppa nazionale italiana di hockey su pista. La manifestazione è iniziata l'11 ottobre 2003 e si è conclusa il 6 gennaio 2004.
Il trofeo è stato conquistato dal Bassano 54 per la seconda volta nella sua storia.

## Formula
Al torneo hanno preso parte tutte le 14 formazioni iscritte al massimo campionato e i due club retrocessi in serie A2 la stagione precedente per un totale di 16 squadre partecipanti. Le formazioni sono state divise in quattro gironi all'italiana di quattro squadre ciascuno. Ogni girone si è svolto con partite di sola andata in sede unica, sul campo di gioco della società miglior offerente.
La prima e la seconda classificata di ogni raggruppamento si è qualificata per le final eight.

## Squadre partecipanti
| - Bassano 54 - Finalista Coppa Italia 2002-2003 - Breganze - CGC Viareggio - Follonica - Forte dei Marmi - Gorizia - Modena - Novara | - Prato Primavera - Detentore Coppa Italia 2002-2003 - Roller Novara - Roller Salerno - Rotellistica 93 - Seregno - Trissino - Marzotto Valdagno - Retrocesse in serie A2 2003-2004 - Thiene - Retrocesse in serie A2 2003-2004 |

## Risultati

### Fase a gironi

#### Girone A
Il girone A fu disputato a Seregno.
| Squadra         | Pt | G | V | N | P | GF | GS | DG  |
| --------------- | -- | - | - | - | - | -- | -- | --- |
| Prato Primavera | 9  | 3 | 3 | 0 | 0 | 18 | 5  | +13 |
| Roller Novara   | 6  | 3 | 2 | 0 | 1 | 15 | 11 | +4  |
| Trissino        | 3  | 3 | 1 | 0 | 2 | 9  | 14 | -5  |
| Seregno         | 0  | 3 | 0 | 0 | 3 | 5  | 17 | -12 |

| Seregno | Prato Primavera | 8 – 4 | Roller Novara |  |

| Seregno | Trissino | 2 – 6 | Roller Novara |  |

| Seregno | Seregno | 1 – 5 | Roller Novara |  |

| Seregno | Trissino | 0 – 5 | Prato Primavera |  |

| Seregno | Seregno | 1 – 5 | Prato Primavera |  |

| Seregno | Seregno | 3 – 7 | Trissino |  |

#### Girone B
Il girone B fu disputato a Breganze.
| Squadra           | Pt | G | V | N | P | GF | GS | DG  |
| ----------------- | -- | - | - | - | - | -- | -- | --- |
| Bassano 54        | 9  | 3 | 3 | 0 | 0 | 16 | 5  | +11 |
| Forte dei Marmi   | 6  | 3 | 2 | 0 | 1 | 9  | 6  | +3  |
| Marzotto Valdagno | 3  | 3 | 1 | 0 | 2 | 9  | 13 | -4  |
| Breganze          | 0  | 3 | 0 | 0 | 3 | 9  | 19 | -10 |

| Breganze | Marzotto Valdagno | 1 – 6 | Bassano 54 |  |

| Breganze | Breganze | 3 – 8 | Bassano 54 |  |

| Breganze | Forte dei Marmi | 1 – 2 | Bassano 54 |  |

| Breganze | Breganze | 4 – 6 | Marzotto Valdagno |  |

| Breganze | Forte dei Marmi | 3 – 2 | Marzotto Valdagno |  |

| Breganze | Forte dei Marmi | 5 – 2 | Breganze |  |

#### Girone C
Il girone C fu disputato a Modena.
| Squadra         | Pt | G | V | N | P | GF | GS | DG |
| --------------- | -- | - | - | - | - | -- | -- | -- |
| Roller Salerno  | 7  | 3 | 2 | 1 | 0 | 12 | 5  | +7 |
| Rotellistica 93 | 6  | 3 | 2 | 0 | 1 | 7  | 6  | +1 |
| CGC Viareggio   | 3  | 3 | 1 | 0 | 2 | 5  | 10 | -5 |
| Modena          | 1  | 3 | 0 | 1 | 2 | 4  | 7  | -3 |

| Modena | Rotellistica 93 | 3 – 1 | CGC Viareggio |  |

| Modena | Modena | 1 – 3 | CGC Viareggio |  |

| Modena | Roller Salerno | 6 – 1 | CGC Viareggio |  |

| Modena | Rotellistica 93 | 2 – 1 | Modena |  |

| Modena | Rotellistica 93 | 2 – 4 | Roller Salerno |  |

| Modena | Modena | 2 – 2 | Roller Salerno |  |

#### Girone D
Il girone D fu disputato a Follonica.
| Squadra   | Pt | G | V | N | P | GF | GS | DG  |
| --------- | -- | - | - | - | - | -- | -- | --- |
| Follonica | 9  | 3 | 3 | 0 | 0 | 11 | 2  | +9  |
| Gorizia   | 6  | 3 | 2 | 0 | 1 | 11 | 8  | +3  |
| Novara    | 3  | 3 | 1 | 0 | 2 | 7  | 11 | -4  |
| Thiene    | 0  | 3 | 0 | 0 | 3 | 3  | 14 | -11 |

| Follonica | Gorizia | 5 – 2 | Thiene |  |

| Follonica | Follonica | 4 – 0 | Thiene |  |

| Follonica | Novara | 5 – 1 | Thiene |  |

| Follonica | Gorizia | 1 – 2 | Follonica |  |

| Follonica | Gorizia | 5 – 1 | Novara |  |

| Follonica | Novara | 1 – 5 | Follonica |  |

### Final eight

#### Tabellone
|  | Quarti di finale | Quarti di finale | Quarti di finale |            |                | Semifinali      | Semifinali | Semifinali |  |  | Finale | Finale          | Finale |
|  |                  |                  |                  |            |                |                 |            |            |  |  |        |                 |        |
|  | A1               | Prato Primavera  | 4                |            |                |                 |            |            |  |  |        |                 |        |
|  | D2               | Gorizia          | 1                |            |                |                 |            |            |  |  |        |                 |        |
|  | D2               | Gorizia          | 1                |            | A1             | Prato Primavera | 7          |            |  |  |        |                 |        |
|  |                  |                  |                  |            | A1             | Prato Primavera | 7          |            |  |  |        |                 |        |
|  |                  | D1               | Follonica        | 5          |                |                 |            |            |  |  |        |                 |        |
|  | D1               | D1               | Follonica        | 5          | Follonica      | 5               |            |            |  |  |        |                 |        |
|  | D1               |                  |                  |            | Follonica      | 5               |            |            |  |  |        |                 |        |
|  | A2               | Roller Novara    | 3                |            |                |                 |            |            |  |  |        |                 |        |
|  |                  |                  |                  |            |                |                 |            |            |  |  | A1     | Prato Primavera | 0      |
|  |                  |                  | B1               | Bassano 54 | 3              |                 |            |            |  |  |        |                 |        |
|  | B1               | Bassano 54       | 7                |            |                |                 |            |            |  |  |        |                 |        |
|  | C2               | Rotellistica 93  | 3                |            |                |                 |            |            |  |  |        |                 |        |
|  | C2               | Rotellistica 93  | 3                |            | B1             | Bassano 54      | 7          |            |  |  |        |                 |        |
|  |                  |                  |                  |            | B1             | Bassano 54      | 7          |            |  |  |        |                 |        |
|  |                  | C1               | Roller Salerno   | 1          |                |                 |            |            |  |  |        |                 |        |
|  | C1               | C1               | Roller Salerno   | 1          | Roller Salerno | 1               |            |            |  |  |        |                 |        |
|  | C1               |                  |                  |            | Roller Salerno | 1               |            |            |  |  |        |                 |        |
|  | B2               | Forte dei Marmi  | 0                |            |                |                 |            |            |  |  |        |                 |        |

#### Finale
| Bassano del Grappa | Bassano 54 | 3 – 0 | Prato Primavera |  |